# Добея
Добея (бел. Дабе́я) — деревня в Шумилинском районе Витебской области Белоруссии. Административный центр Добейского сельсовета. Население 271 человек (2009).

## География
Расположена в 8 км к юго-западу от Шумилино, в 46 км от Витебска. Через деревню проходит шоссе Шумилино — Бешенковичи.
Через деревню проходит дорога Н-3951.

### Гидрография
Расположена на восточном берегу Добеевского озера, вдоль протоки в него из озера Круглик.

## История
В описании Полоцкой земли, составленном в 1552 году, есть сведения о «Добейской земле», где «Богдан Михайлович мает пущу, лес будёный, а в Добеях два человеки, которые ему с пашни своей всякого убожжа четьвёртый сноп дають и по дню в неделю служать».
На карте Полоцкого княжества, выгравированной в XVI веке в Риме, среди прочих населённых пунктов указана и Добея. В книге «История русской церкви» том 4, автор Митрополит Мака́рий (М.П. Булгаков) упоминается о том, что «в Витебске — два монастыря: Богородицкий и существовавший в Добее погосте близ Витебска, 1406 г.». Ещё один документ, подтверждающий сведения о монастыре есть в книге А.П. Сапунова «Витебская старина»: «…в Добее (погост, недалеко от Витебска) также существовал православный монастырь; ныне на сем месте находится приходская церковь». Эти данные дают основание считать 1406 год — годом первого упоминания деревни Добея.
В книге А. П. Сапунова «Витебская старина» есть документ № 249, датируемый 17-25 июля 1752 года. Где говорится о том, что в селе Добея существовала деревянная униатская церковь. Во время праздника Сошествия Святого Духа проходила ярмарка. В этом же году церковь сгорела, и прихожане церкви начали строить каменную, в 1793 году она была построена (разрушена в годы Великой Отечественной войны в 1942 г.).
Деревня Добея упоминается в документе «Инвентарь фольварков на Российской стороне, принадлежавших к Бешенковическому имению графа Литтавора-Хрептовича». Составлено 28 сентября 1781 года. В 1864 году в Добейской церкви Святого Духа — было 3 374 прихожанина — 1665 муж., 1719 жен.

Ещё совсем недавно считалось, что образование в Добею пришло после Октябрьской революции 1917 года. Но обнаруженные документы в «Памятных книжках Витебской губернии», говорят о том, что уже в 1866 году существовало Добейское волостное училище (15 учеников). А в 1882 году упоминается народное училище, основанное в 1868 году. В 1889 году в нём обучалось 43 мальчика. С 1883 года существовала церковно-приходская школа, в 1889 году в ней обучалось 16 мальчиков.
В 1886 году село бывшее владельческое, при озере Добея, дворов 8, жителей 48, церковь православная, 2 ярмарки.
В 1905 году в Михаловщинской волости с центром Любичи существовали: Погост Добея, принадлежащий Духовному православному ведомству, 2 двора, 7 душ мужского, 1 женского пола. Застенок Добея, принадлежащий Фадееву, мещанину, старообрядцу, 7 дворов, 25 душ мужского, 25 женского пола. Деревня Добея, Боськовское сельское общество, 7 дворов, 29 душ мужского, 26 женского пола. Всего 112 человек.
В 1906 году в Полоцком уезде Михаловщинской волости Витебской губернии.
В январе 1921 года принято решение об открытии в с. Добея избы-читальни, одной из первых в Сиротинском районе.
20 августа 1924 года был образован Добейский сельсовет.
В феврале 1928 года в деревне Боськово Добейского сельсовета был создан первый в районе колхоз «Искра», который возглавил М.А. Ильинец. Гордостью колхоза «Искра» в конце 1930-х годов была А. Ляхнович — первая женщина-тракторист в колхозе.
Великая Отечественная война добралась до деревни Добея на 12-й день — 4 июля. За четыре года оккупации на территории Добейского сельсовета погибло 369 человек, в том числе 186 воинов Красной Армии, 64 партизана. Было замучено и расстреляно 85 человек гражданского населения, 34 были уведены в Германию. 129 воинов-земляков погибли на фронтах Великой Отечественной войны.
После войны жители деревни и колхозы стали восстанавливать свои хозяйства. Так в 1967 году в колхозе «Искра» уже было 169 коров, 311 телят и 433 свиней. Начал строиться новый посёлок. Было построено 5 двухквартирных домов. Из 96 хозяйств 80 новых домов было построено за послевоенные годы.
В центре колхоза расположились клуб колхоза «Искра» на 70 мест и библиотека с книжным фондом в 199 экземпляров.
В 2003 году колхозы «Искра» и «Правда» были переименованы в «Приозёрный» и «Будавесць» соответственно. В 2004 году их объединили в одно крупное хозяйство с названием СПК «Калгас Прыазёрны», руководителем которого стал В.В. Юхновец.
На территории деревни расположено братское воинское захоронение Великой Отечественной войны, где захоронено более 260 человек.

## Население

### Численность
- 2009 год — 271 жителей

### Динамика
- 1886 год — 8 дворов, 48 жителей (село)[3]
- 1906 год — 9 дворов (деревня); 2 двора (погост); 7 дворов (застенок)[3]
- 1997 год — 343 жителей, 119 дворов[5]
- 2009 год — 271 жителей (перепись населения)[3]

## Культура
- Дом культуры
- Библиотека

## Достопримечательность
- Братская могила советских воинов[6] —  Историко-культурная ценность Республики Беларусь, шифр 213Д000849.

### Утраченное наследие
- Церковь

## Галерея
- Памятный знак на месте Добейской церкви Сошествия Святого Духа
- Братское воинское захоронение